# Neuendorf 10 (Quedlinburg)

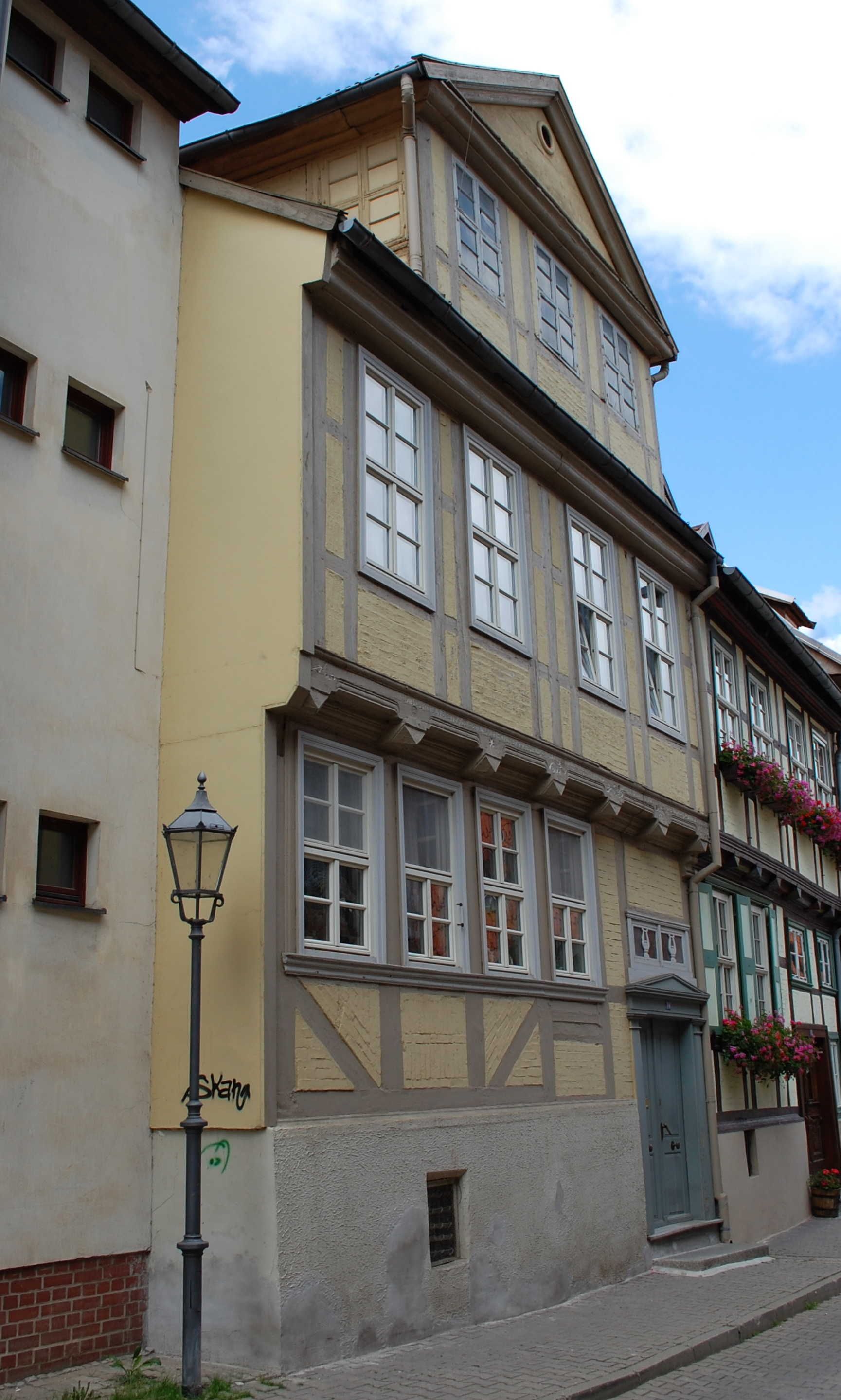
Neuendorf 10

Das Haus Neuendorf 10 ist ein denkmalgeschütztes Gebäude in der Stadt Quedlinburg in Sachsen-Anhalt. 

## Lage
Es befindet sich nordwestlich des Marktplatzes der Stadt auf der Westseite der Straße Neuendorf und gehört zum UNESCO-Weltkulturerbe. Das Gebäude ist im Quedlinburger Denkmalverzeichnis eingetragen.

## Architektur und Geschichte
Das Fachwerkhaus wurde 1680 vom Quedlinburger Zimmerermeister Andreas Rühle errichtet und ist das älteste bekannte Bauwerk des Meisters. Andere Angaben nennen das Jahr 1689 als Baujahr. Die Gefache sind mit Zierausmauerungen versehen. Am Traufgesims und an der Stockschwelle finden sich Profilierungen. Eine Inschrift am Haus lautet: DIESES HAUS STEHT IN GOTTES HAND GOTT BEHUETE ES VOR KRIEG UND BRAND, HANS CHRISTIAN HERDOL, MARIA SCHALERIN, ANDREAS RUHLE ZIMMERMANN.
In der Zeit um 1800 wurde das Haus im Stil des Klassizismus überformt. Es verfügt über ein Zwerchhaus und ein repräsentativ gestaltetes Portal.